# Песин, Яков Борисович
Яков Борисович Песин (род. 12 декабря 1946, Москва) — советский и американский математик, известный работами в области теории динамических систем и эргодической теории. Кандидат физико-математических наук (1979), заслуженный профессор Научного колледжа Эберли Университета штата Пенсильвания.

## Биография
В 1970 году окончил механико-математический факультет Московского государственного университета. В 1970—1984 годах работал программистом в различных научно-исследовательских институтах, в том числе во Всесоюзном научно-исследовательском институте оптико-физических измерений, в свободное от работы время занимался математическими исследованиями. Диссертацию кандидата физико-математических наук защитил в 1979 году под руководством Д. В. Аносова («Характеристические показатели Ляпунова и эргодические свойства гладких динамических систем»).
Совместная работа с М. И. Брином заложила основы эргодической теории частично гиперболических систем (1973—1974). В 1986 году был приглашённым докладчиком на Международном конгрессе математиков в Беркли, но не получил разрешения на выезд из СССР (его доклад «Ergodic properties and dimension-like characteristics of strange attractors that are close to hyperbolic» был опубликован в материалах конгресса в 1987 году). В конце 1980-х годов эмигрировал в США, где с 1990 года работал профессором в Университете штата Пенсильвания (с 2003 года почётный профессор).
Автор нескольких монографий в области теории динамических систем. Редактор журнала «Ergodic Theory and Dynamical Systems» (Издательство Кембриджского университета). Член номинационной комиссии Премии Михаила Брина в области динамических систем (2013).
Действительный член Американского математического общества (2012). Член Американской академии искусств и наук (2023). Иностранный член Европейской академии (2019).

## Монографии
- Гладкие динамические системы / пер. М. И. Брина, А. Б. Катка, Я. Б. Песина; под ред. Д. В. Аносова. — М.: Мир, 1977.
- Yakov Pesin. Dimension Theory in Dynamical Systems: Contemporary Views and Applications. University Of Chicago Press, 1997. — 311 pp.
- Smooth Ergodic Theory and Its Applications. Edited by Anatole Katok, Rafael de la Llave, Yakov Pesin, Howard Weiss. Providence: American Mathematical Society, 2001. — 867 pp.
- Luis Barreira, Yakov Pesin. Lyapunov Exponents and Smooth Ergodic Theory. Providence: American Mathematical Society, 2002. — 151 pp.
- Яков Песин. Теория размерности и динамические системы. Современный взгляд и приложения. Пер. с английского Б. Гуревич и Д. Хмелев. Москва—Ижевск: Институт компьютерных исследований, 2002. — 404 с.
- Yakov Pesin. Lectures on Partial Hyperbolicity and Stable Ergodicity. European Mathematical Society, 2004. — 144 pp.
- Modern Dynamical Systems and Applications. Edited by Michael Brin, Boris Hasselblatt[нем.], Yakov Pesin. Cambridge University Press, 2004. — 474 pp.
- Luis Barreira, Yakov Pesin. Nonuniform Hyperbolicity: Dynamics of Systems with Nonzero Lyapunov Exponents. Cambridge University Press, 2007. — 528 pp.
- Keith Burns, Dmitry Dolgopyat, Yakov Pesin. Geometric and Probabilistic Structures in Dynamics. Providence: American Mathematical Society, 2008. — 340 pp.
- Yakov Pesin, Vaughn Climenhaga. Lectures on Fractal Geometry and Dynamical Systems. Providence: American Mathematical Society, 2009. — 314 pp.
- Luis Barreira, Yakov Pesin. Introduction to Smooth Ergodic Theory. Providence: American Mathematical Society, 2013. — 278 pp.
- Dmitry Dolgopyat, Yakov Pesin, Mark Pollicott, Luchezar Stoyanov (editors). Hyperbolic Dynamics, Fluctuations and Large Deviations. Proceedings of Symposia in Pure Mathematics. Providence: American Mathematical Society, 2015. — 339 pp.
- Modern Theory of Dynamical Systems: A Tribute to Dmitry Victorovich Anosov. Edited by Anatole Katok, Yakov Pesin, Federico Rodriguez Hertz. Providence: American Mathematical Society, 2017. — 323 pp.